# 若热·维安纳·达·莫塔
若热·维安纳·达·莫塔（葡萄牙語：José Vianna da Motta；1868年4月22日—1948年6月1日），葡萄牙作曲家，钢琴家。李斯特晚年的得意弟子，曾在世界各地巡回演出，是20世纪上半叶重要的钢琴家，同时也作有许多作品，并大量采用葡萄牙民间音乐。1957年为纪念他设置了一项音乐比赛。

## 外部連結
- 若热·维安纳·达·莫塔的免费乐谱，由国际乐谱典藏计划提供